# Урвинд (Бихор)
Урвинд (рум. Urvind) насеље је у Румунији у округу Бихор у општини Лугашу Де Жос. Oпштина се налази на надморској висини од 196 m.

## Становништво
Према подацима из 2002. године у насељу је живело 915 становника.

### Попис2002.
| Расподела становништва по националности 2002.‍ | Расподела становништва по националности 2002.‍ | Расподела становништва по националности 2002.‍ | Расподела становништва по националности 2002.‍ | Расподела становништва по националности 2002.‍ |
| --------------------------------------------- | --------------------------------------------- | --------------------------------------------- | --------------------------------------------- | --------------------------------------------- |
|                                               |                                               |                                               |                                               |                                               |
| Румуни                                        | Румуни                                        |                                               | 67                                            | 7,3%                                          |
| Мађари                                        | Мађари                                        |                                               | 617                                           | 67,7%                                         |
| Роми                                          | Роми                                          |                                               | 155                                           | 17,0%                                         |
| Словаци                                       | Словаци                                       |                                               | 73                                            | 8,0%                                          |